# جک (ابزار)

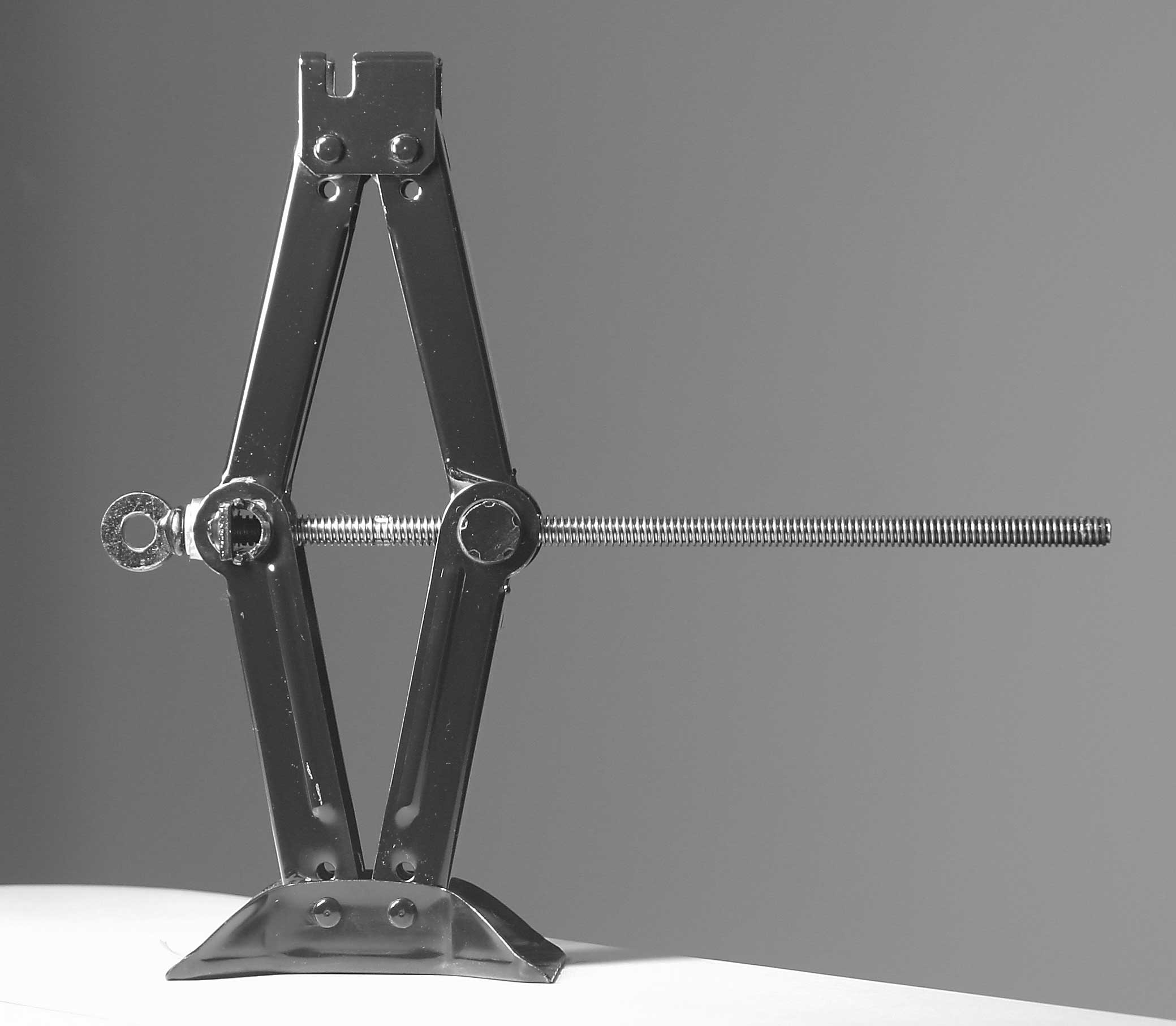
یکی از ساده‌ترین انواع جک که معمولاً برای بلند کردن خودروها از آن استفاده می‌کنند.

جک (به انگلیسی: jack) یک ابزار مکانیکی است که برای بکارگیری نیروی زیاد در بلند کردن اجسام سنگین به کار می‌رود. جک معمولاً از رزوه یا سیلندر هیدرولیک برای اِعمال نیروی خطی استفاده می‌کند. 

## انواع
مدل‌های اصلی جک یا سیلندر به ۲ گروه جک دنده‌ای یا جک هیدرولیک تقسیم می‌شود.  

### جک دنده‌ای
این نوع جک به‌واسطهٔ باز شدن و یا بسته شدن پیچ یا دنده، می‌تواند اجسام سنگین را حرکت دهد. از این مدل جک معمولاً برای بلند کردن خودرو در هنگام پنچرگیری و برخی تعمیرات استفاده می‌شود و  در برخی موارد برای بلند کردن اجسام در انبارها و کارگاهها قابل‌استفاده است.

### جک هیدرولیک
این جک شامل یک عدد سیلندر است که به‌واسطهٔ فشار روغن هیدرولیکی که ازطریق اتصالاتی مثل شلنگ یا لوله به آن فشار وارد می‌کند، قابلیت بلند کردن اجسام سنگین را پیدا می‌کند. پمپ هیدرولیک روغن را به داخل سیلندر پمپاژ می‌کند. گنجایش و کاراییِ جک‌های هیدرولیک بسیار بیشتر از مدلهای دنده‌ای و پیچی است. 
کارخانه‌جات معتبری در جهان هستند که موفق به ساخت جک و پمپ‌هایی شده‌اند که به‌تنهایی (با استفاده از یک جک و پمپ هیدرولیک) امکان بلند کردن جسمی به وزن ۱۰۰۰ تُن را دارا شده‌اند. 
با استفاده از ترکیب مهندسی‌شده‌ای از سیلندرهای هیدرولیک، امکان جابه‌جایی حتی یک ساختمان غول‌پیکر قدیمی پدید آمد و در جهان چندین مورد  از این پروژه‌ها انجام شده‌است.
از سیلندرهای هیدرولیک در پروژه‌های راه‌سازی (برای پل‌سازی)، پروژه‌های ساخت کارخانه‌جات فولاد (مثلاً درب کورهٔ ذوب)، پروژه‌های خودروسازی (ربات‌های خط تولید) و دیگر پروژه‌ها و کارخانه‌جات صنعتی بهره‌برداری می‌گردد.
جک سوسماری از دسته جک های هیدرولیک محسوب می گردد .